# Муратшино
Муратшино — село в Большеглушицком районе Самарской области России, в составе сельского поселения Южное. Расположено на правом берегу реки Каралык, высота центра селения над уровнем моря — 110 м. На 2018 год в Муратшино числится 3 улицы: Набережная, Новостройки и Центральная

## Население
| 2010 |
| ---- |
| 226  |

Проживают башкиры.